# Domarrättegången
Domarrättegången (tyska: Juristenprozess), officiellt United States of America vs. Josef Altstötter et al., var en rättegång vid vilken sexton tyska jurister stod åtalade. De hade alla varit höga domare i Tredje riket. De anklagades för krigsförbrytelser och brott mot mänskligheten och medlemskap i förbrytarorganisation. De åtalade invände att de som domare hade att tillämpa den lag som gällde i Tyskland även om det var en nazifierad lag. Rättegången varade från den 17 februari till den 4 december 1947.

## Bakgrund
Många domare i Tyskland under 1930-talet hade samma bakgrund som de som formade nazistpartiet. De få judar som var domare avsattes 1933.

## Om rättegången
Åklagaren hävdade under rättegången att lagarna efter 1933 hade blivit strängare och mänskliga rättigheter hade kränkts när de tillämpades av domarna. År 1938 hade det införts hårdare straff för judar än för tyskar som begått samma brott. Två år senare hade ett program för sterilisering antagits. År 1941/1942 hade det beslutats om den slutliga lösningen det vill säga att judarna skulle utrotas. Ett problem i Tyskland var att den dömande och den verkställande makten inte var skilda åt. Detta utnyttjade nazisterna till att ingripa i varje dom och ersätta den med ett strängare straff, ibland dödsstraff. Ibland fick domarna en SS-medlem som övervakare. Denne rapporterade direkt till Hitler.

## Åtalspunkter
- I. Delaktighet i planerande av krigsförbrytelser och brott mot mänskligheten
- II. Krigsförbrytelser
- III. Brott mot mänskligheten
- IV. Medlemskap i organisation som vid Nürnbergprocessen bedömts som kriminell, till exempel Schutzstaffel (SS)

## Åtalade
| Namn                 | Dom                                        |
| -------------------- | ------------------------------------------ |
| Josef Altstötter     | 5 års fängelse                             |
| Wilhelm von Ammon    | 10 års fängelse                            |
| Paul Barnickel       | frikänd                                    |
| Hermann Cuhorst      | frikänd                                    |
| Karl Engert          | avförd på grund av hälsoskäl               |
| Günther Joel         | 10 års fängelse                            |
| Herbert Klemm        | livstids fängelse                          |
| Ernst Lautz          | 10 års fängelse                            |
| Wolfgang Mettgenberg | 10 års fängelse                            |
| Günther Nebelung     | frikänd                                    |
| Rudolf Oeschey       | livstids fängelse                          |
| Hans Petersen        | frikänd                                    |
| Oswald Rothaug       | livstids fängelse                          |
| Curt Rothenberger    | 7 års fängelse                             |
| Franz Schlegelberger | livstids fängelse                          |
| Carl Westphal        | självmord kort före rättegångens inledning |

## Två exempel
Juristen Franz Schlegelberger tjänstgjorde i Justitiedepartementet 1931–1942, de sista 17 månaderna som justitieminister. Schlegelberger invände att han var tvungen att följa order från Hitler, som vad den högste domaren. Han påstod sig inte ha något emot judar. Han brukade ge dem med hälften judiskt blod valet mellan sterilisering och deportation. Han invände slutligen att hade han avgått så hade det kommit en "värre" domare istället. Det var de facto så att när han avgick ökade brutaliteten.
Schlegelberger dömdes ändå till fängelse på livstid. Det befanns styrkt att han till exempel inte invänt när Hitler hade ändrat en dom mot en jude för stöld från två år och sex månaders fängelse till avrättning. Han hade istället undertecknat dödsdomen utan protest. Schlegelberger benådades 1951.
Juristen Otto Rothaug hade till skillnad från Schlegelberger entusiastiskt stött nazisterna. Som exempel anfördes ett mål mot en 62-årig jude. Han påstods ha haft samlag med en tysk icke judisk 19-årig flicka som var fotograf. Någon hade sett hur hon en gång satt i hans knä. Både juden och flickan förnekade att sexuellt umgänge förekommit mellan dem. För domaren Rothaug var detta tillräckligt för att döma juden till livstids fängelse som han sedan ändrade till dödsdom "för att juden hade utnyttjat mörkläggningen vid flyganfall för sin romans med flickan".
Tribunalen tillbakavisade de åtalades åberopande av principen nullum crimen sine lege. 
Många andra exempel på liknande fall visade enligt tribunalen att nazisterna satt i system att förfölja polacker, judar, romer, ryssar och andra främmande, icke-ariska element. Från 1943 och framåt deporterades de flesta österut till olika förintelseläger där merparten gasades ihjäl.
En av de tilltalade begick självmord och en ansågs inte tillräknelig. Tio dömdes till fängelse och fyra frikändes. I mitten av 1950-talet var samtliga dömda benådade och försatta på fri fot.